# Tour de France 2015
Tour de France 2015 byl 102. ročníkem nejslavnějšího cyklistického závodu světa – Tour de France, který se jel od 4. do 26. července 2015. Takzvaný Grand Départ začal 4. července v Utrechtu a po prvních etapách v Nizozemsku a Belgii Tour ve čtvrté etapě překračovala francouzskou hranici a dále se jelo již jen na francouzském území. Vydal se postupně do Bretaně, Pyrenejí a pak skrze Centrální masiv do Alp. Tradiční dojezd do Paříže tentokrát začal v Sèvres. Trasa byla význačná svou různorodostí a malým důrazem na časovkářské schopnosti. Vítězem ročníku se stal britský cyklista Chris Froome, pro něhož to byl druhý triumf z této akce, když poprvé triumfoval v roce 2013.

## Trať
Celkem bylo naplánováno 21 etap dlouhých celkem 3 360,3 kilometrů. Na závodníky čekalo 9 rovinatých etap, 7 horských etap, 3 kopcovité etapy, individuální a týmová časovka.
| Etapa | Datum        | Trasa                                  | Vzdálenost    | Typ           | Typ                  | Vítěz                    |               |
| ----- | ------------ | -------------------------------------- | ------------- | ------------- | -------------------- | ------------------------ | ------------- |
| 1.    | 4. července  | Utrecht – Utrecht                      | 13,8 km       |               | Individuální časovka | Rohan Dennis (AUS)       |               |
| 2.    | 5. července  | Utrecht – Neeltje Jans                 | 166 km        |               | Rovinatá etapa       | André Greipel (GER)      |               |
| 3.    | 6. července  | Antverpy – Huy                         | 159,5 km      |               | Rovinatá etapa       | Joaquim Rodríguez (ESP)  |               |
| 4.    | 7. července  | Seraing – Cambrai                      | 223,5 km      |               | Rovinatá etapa       | Tony Martin (GER)        |               |
| 5.    | 8. července  | Arras – Amiens                         | 189,5 km      |               | Rovinatá etapa       | André Greipel (GER)      |               |
| 6.    | 9. července  | Abbeville – Le Havre                   | 191,5 km      |               | Rovinatá etapa       | Zdeněk Štybar (CZE)      |               |
| 7.    | 10. července | Livarot – Fougères                     | 190,5 km      |               | Rovinatá etapa       | Mark Cavendish (GBR)     |               |
| 8.    | 11. července | Rennes – Mûr-de-Bretagne               | 181,5 km      |               | Rovinatá etapa       | Alexis Vuillermoz (FRA)  |               |
| 9.    | 12. července | Vannes – Plumelec                      | 28 km         |               | Týmová časovka       | BMC Racing Team (USA)    |               |
|       | 13. července | Den odpočinku                          | Den odpočinku | Den odpočinku | Den odpočinku        | Den odpočinku            | Den odpočinku |
| 10.   | 14. července | Tarbes – La Pierre Saint Martin        | 167 km        |               | Horská etapa         | Chris Froome (GBR)       |               |
| 11.   | 15. července | Pau – Cauterets                        | 188 km        |               | Horská etapa         | Rafał Majka (POL)        |               |
| 12.   | 16. července | Lannemezan – Plateau de Beille         | 195 km        |               | Horská etapa         | Joaquim Rodríguez (ESP)  |               |
| 13.   | 17. července | Muret – Rodez                          | 198,5 km      |               | Kopcovitá etapa      | Greg Van Avermaet (BEL)  |               |
| 14.   | 18. července | Rodez – Mende                          | 178,5 km      |               | Kopcovitá etapa      | Steve Cummings (GBR)     |               |
| 15.   | 19. července | Mende – Valence                        | 183 km        |               | Rovinatá etapa       | André Greipel (GER)      |               |
| 16.   | 20. července | Bourg-de-Péage – Gap                   | 201 km        |               | Kopcovitá etapa      | Rubén Plaza Molina (ESP) |               |
|       | 21. července | Den odpočinku                          | Den odpočinku | Den odpočinku | Den odpočinku        | Den odpočinku            | Den odpočinku |
| 17.   | 22. července | Digne-les-Bains – Pra Loup             | 161 km        |               | Horská etapa         | Simon Geschke (GER)      |               |
| 18.   | 23. července | Gap – Saint-Jean-de-Maurienne          | 186,5 km      |               | Horská etapa         | Romain Bardet (FRA)      |               |
| 19.   | 24. července | Saint-Jean-de-Maurienne – La Toussuire | 138 km        |               | Horská etapa         | Vincenzo Nibali (ITA)    |               |
| 20.   | 25. července | Modane – L'Alpe-d'Huez                 | 110,5 km      |               | Horská etapa         | Thibaut Pinot (FRA)      |               |
| 21.   | 26. července | Sèvres – Paříž                         | 109,5 km      |               | Rovinatá etapa       | André Greipel (GER)      |               |

## Vývoj držení trikotů
| Etapa               | Vítěz etapy         | Celková klasifikace              | Bodovací soutěže             | Vrchařská soutěž              | Mladý jezdec                | Soutěž týmů               | Nejaktivnější jezdec               |
| ------------------- | ------------------- | -------------------------------- | ---------------------------- | ----------------------------- | --------------------------- | ------------------------- | ---------------------------------- |
| 1.                  | Rohan Dennis        | Rohan Dennis                     | Rohan Dennis                 | —                             | Rohan Dennis                | Team LottoNL-Jumbo        | —                                  |
| 2.                  | André Greipel       | Fabian Cancellara                | André Greipel                | —                             | Tom Dumoulin                | BMC Racing Team           | Michał Kwiatkowski                 |
| 3.                  | Joaquim Rodríguez   | Chris Froome                     | André Greipel                | Joaquim Rodríguez             | Peter Sagan                 | BMC Racing Team           | Jan Bárta                          |
| 4.                  | Tony Martin         | Tony Martin                      | André Greipel                | Joaquim Rodríguez             | Peter Sagan                 | BMC Racing Team           | Vincenzo Nibali                    |
| 5.                  | André Greipel       | Tony Martin                      | André Greipel                | Joaquim Rodríguez             | Peter Sagan                 | BMC Racing Team           | Michael Matthews                   |
| 6.                  | Zdeněk Štybar       | Tony Martin                      | André Greipel                | Daniel Teklehaimanot          | Peter Sagan                 | BMC Racing Team           | Perrig Quéméneur                   |
| 7.                  | Mark Cavendish      | Chris Froome                     | André Greipel                | Daniel Teklehaimanot          | Peter Sagan                 | BMC Racing Team           | Anthony Delaplace                  |
| 8.                  | Alexis Vuillermoz   | Chris Froome                     | Peter Sagan                  | Daniel Teklehaimanot          | Peter Sagan                 | BMC Racing Team           | Bartosz Huzarski                   |
| 9.                  | BMC Racing Team     | Chris Froome                     | Peter Sagan                  | Daniel Teklehaimanot          | Peter Sagan                 | BMC Racing Team           | —                                  |
| 10.                 | Chris Froome        | Chris Froome                     | André Greipel                | Chris Froome                  | Nairo Quintana              | Team Sky                  | Kenneth Vanbilsen                  |
| 11.                 | Rafał Majka         | Chris Froome                     | Peter Sagan                  | Chris Froome                  | Nairo Quintana              | Team Sky                  | Dan Martin                         |
| 12.                 | Joaquim Rodríguez   | Chris Froome                     | Peter Sagan                  | Chris Froome                  | Nairo Quintana              | Movistar Team             | Michał Kwiatkowski                 |
| 13.                 | Greg Van Avermaet   | Chris Froome                     | Peter Sagan                  | Chris Froome                  | Nairo Quintana              | Movistar Team             | Thomas De Gendt                    |
| 14.                 | Steve Cummings      | Chris Froome                     | Peter Sagan                  | Chris Froome                  | Nairo Quintana              | Movistar Team             | Pierre-Luc Périchon                |
| 15.                 | André Greipel       | Chris Froome                     | Peter Sagan                  | Chris Froome                  | Nairo Quintana              | Movistar Team             | Peter Sagan                        |
| 16.                 | Rubén Plaza         | Chris Froome                     | Peter Sagan                  | Chris Froome                  | Nairo Quintana              | Movistar Team             | Peter Sagan                        |
| 17.                 | Simon Geschke       | Chris Froome                     | Peter Sagan                  | Chris Froome                  | Nairo Quintana              | Movistar Team             | Simon Geschke                      |
| 18.                 | Romain Bardet       | Chris Froome                     | Peter Sagan                  | Joaquim Rodríguez             | Nairo Quintana              | Movistar Team             | Romain Bardet                      |
| 19.                 | Vincenzo Nibali     | Chris Froome                     | Peter Sagan                  | Romain Bardet                 | Nairo Quintana              | Movistar Team             | Pierre Rolland                     |
| 20.                 | Thibaut Pinot       | Chris Froome                     | Peter Sagan                  | Chris Froome                  | Nairo Quintana              | Movistar Team             | Alexandre Geniez                   |
| 21.                 | André Greipel       | Chris Froome                     | Peter Sagan                  | Chris Froome                  | Nairo Quintana              | Movistar Team             | —                                  |
| Konečné pořadí 2015 | Konečné pořadí 2015 | Celková klasifikace Chris Froome | Bodovací soutěže Peter Sagan | Vrchařská soutěž Chris Froome | Mladý jezdec Nairo Quintana | Soutěž týmů Movistar Team | Nejaktivnější jezdec Romain Bardet |

## Celková klasifikace
| Legenda            | Legenda                              | Legenda              | Legenda                                            |
| ------------------ | ------------------------------------ | -------------------- | -------------------------------------------------- |
| Žlutý trikot       | Dres pro lídra Celkové klasifikace   | Puntíkovaný trikot   | Dres pro lídra Vrchařské soutěže                   |
| Zelený trikot      | Dres pro lídra Bodovací soutěže      | Bílý trikot          | Dres pro lídra v soutěži o Mladého jezdce          |
| Týmová klasifikace | Dres pro nejlepší tým v Soutěži týmů | Nejaktivnější jezdec | Dres pro vítěze v soutěži o Nejaktivnějšího jezdce |

|     | Jezdec                   | Tým                 | Čas         |
| --- | ------------------------ | ------------------- | ----------- |
| 1.  | Chris Froome (GBR)       | Team Sky            | 84h 46' 14" |
| 2.  | Nairo Quintana (COL)     | Movistar Team       | + 1' 12"    |
| 3.  | Alejandro Valverde (ESP) | Movistar Team       | + 5' 25"    |
| 4.  | Vincenzo Nibali (ITA)    | Astana Pro Team     | + 8' 36"    |
| 5.  | Alberto Contador (ESP)   | Team Tinkoff-Saxo   | + 9' 48"    |
| 6.  | Robert Gesink (NED)      | Team LottoNL-Jumbo  | + 10' 47"   |
| 7.  | Bauke Mollema (NED)      | Trek Factory Racing | + 15' 14"   |
| 8.  | Mathias Frank (SUI)      | IAM Cycling         | + 15' 39"   |
| 9.  | Romain Bardet (FRA)      | Ag2r La Mondiale    | + 16' 00"   |
| 10. | Pierre Rolland (FRA)     | Team Europcar       | + 17' 30"   |

|     | Jezdec                   | Tým                | Body |
| --- | ------------------------ | ------------------ | ---- |
| 1.  | Peter Sagan (SVK)        | Team Tinkoff-Saxo  | 432  |
| 2.  | André Greipel (GER)      | Lotto-Soudal       | 366  |
| 3.  | John Degenkolb (GER)     | Team Giant-Alpecin | 298  |
| 4.  | Mark Cavendish (GBR)     | Etixx-Quick Step   | 206  |
| 5.  | Bryan Coquard (FRA)      | Team Europcar      | 152  |
| 6.  | Chris Froome (GBR)       | Team Sky           | 139  |
| 7.  | Thibaut Pinot (FRA)      | FDJ                | 113  |
| 8.  | Alejandro Valverde (ESP) | Movistar Team      | 103  |
| 9.  | Thomas de Gendt (BEL)    | Lotto-Soudal       | 90   |
| 10. | Alexander Kristoff (NOR) | Kaťuša Team        | 90   |

|     | Jezdec                   | Tým              | Body |
| --- | ------------------------ | ---------------- | ---- |
| 1.  | Chris Froome (GBR)       | Team Sky         | 119  |
| 2.  | Nairo Quintana (COL)     | Movistar Team    | 108  |
| 3.  | Romain Bardet (FRA)      | Ag2r La Mondiale | 90   |
| 4.  | Thibaut Pinot (FRA)      | FDJ              | 82   |
| 5.  | Joaquim Rodríguez (ESP)  | Team Katusha     | 78   |
| 6.  | Pierre Rolland (FRA)     | Team Europcar    | 74   |
| 7.  | Alejandro Valverde (ESP) | Movistar Team    | 72   |
| 8.  | Jakob Fuglsang (DEN)     | Astana Pro Team  | 64   |
| 9.  | Richie Porte (AUS)       | Team Sky         | 58   |
| 10. | Serge Pauwels (BEL)      | MTN-Qhubeka      | 55   |

|     | Jezdec                 | Tým                 | Čas          |
| --- | ---------------------- | ------------------- | ------------ |
| 1.  | Nairo Quintana (COL)   | Movistar Team       | 84h 47' 26"  |
| 2.  | Romain Bardet (FRA)    | Ag2r La Mondiale    | + 14' 48"    |
| 3.  | Warren Barguil (FRA)   | Team Giant-Alpecin  | + 30' 03"    |
| 4.  | Thibaut Pinot (FRA)    | FDJ                 | + 37' 40"    |
| 5.  | Bob Jungels (NED)      | Trek Factory Racing | + 1h 32' 09" |
| 6.  | Peter Sagan (SVK)      | Team Tinkoff-Saxo   | + 2h 13' 43" |
| 7.  | Adam Yates (GBR)       | Orica-GreenEDGE     | + 2h 15' 24" |
| 8.  | Wilco Kelderman (NED)  | Team LottoNL-Jumbo  | + 3h 02' 55" |
| 9.  | Emanuel Buchmann (GER) | Bora-Argon 18       | + 3h 07' 35" |
| 10. | Merhawi Kudus (ERI)    | Team Giant-Alpecin  | + 3h 09' 24" |

### Klasifikace týmů
| Poz. | Tým                | Čas          |
| ---- | ------------------ | ------------ |
| 1.   | Movistar Team      | 255h 24' 24" |
| 2.   | Team Sky           | + 57' 23"    |
| 3.   | Team Tinkoff-Saxo  | + 1h 00' 12" |
| 4.   | Astana Pro Team    | + 1h 12' 09" |
| 5.   | MTN-Qhubeka        | + 1h 14' 32" |
| 6.   | Ag2r La Mondiale   | + 1h 24' 22" |
| 7.   | Team Europcar      | + 1h 48' 51" |
| 8.   | BMC Racing Team    | + 2h 41' 46" |
| 9.   | IAM Cycling        | + 2h 42' 16" |
| 10.  | Team LottoNL-Jumbo | + 2h 46' 59" |

## Týmy
Závodu se zúčastnilo 22 týmů, z toho 17 týmů UCI World Tour a 5 kontinentálních týmů pozvaných od pořadatele Tour společnosti Amaury Sport Organization na divokou kartu. Na start se postavilo 9 závodníků z každého týmu, startovní pole mělo tedy na začátku 198 jezdců.